# Kegare

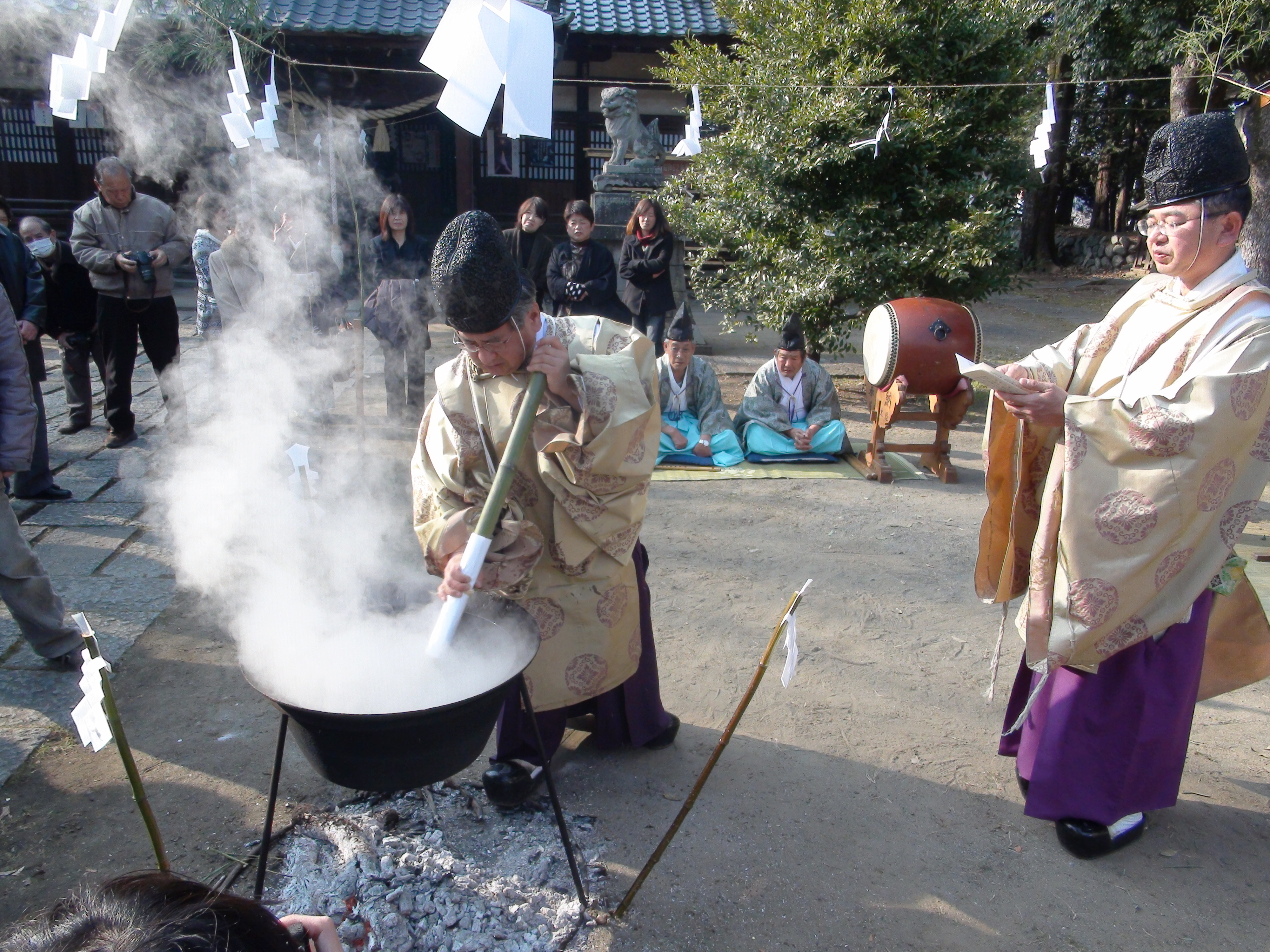
Cerimonia Yutateshinji eseguita dai monaci shintoisti presso il Santuario Miwa a Sakurai, Nara

Kegare (穢れ ・ 汚 れ?, kegare) è il termine giapponese per definire uno stato di impurità e di contaminazione fisica o spirituale, per lo più associata al contatto, diretto o indiretto, con la morte, il sangue e la malattia.
Nello shintoismo tradizionale, per il quale la purezza è una condizione fondamentale per entrare in contatto con i kami, kegare è ritenuto causa di ira per gli dei e fonte di pericolo, avversità e sfortuna per gli esseri umani; è considerato una forma di tsumi (罪? atto distruttivo e impuro, violazione di un tabù), uno stato temporaneo che può essere rimosso ripristinando lo stato di purezza con riti di purificazione chiamati harae (祓?) o misogi (禊?).
Nel buddismo il concetto di kegare, più che all'impurità rituale si riferisce ad uno stato di imperfezione mentale e spirituale.
Fino al XIX secolo le donne, potenzialmente ritenute impure a causa della loro fisiologia, avevano un accesso ristretto o del tutto negato a determinati riti religiosi, luoghi sacri, incluse montagne e matsuri; alcune restrizioni vennero abolite dal governo con un editto nel 1872, ma altre sono ancora vigenti.
Il concetto di impurità è presente anche nella Bibbia, nelle regole dietetiche del Levitico, ed è comune a molte società in diverse parti nel mondo, come ad esempio in Africa in alcune tribù bantu, tra gli Yurok nella California settentrionale, o nel sud dell’India, dove il tittu, concepito come una sostanza invisibile che emana durante la morte e le mestruazioni, è uno degli elementi principali della religiosità tamil.
L'antropologa britannica Mary Douglas, nel suo studio sul concetto di impurità in diverse culture del mondo, ha evidenziato come le definizioni di puro e impuro riflettano il sistema simbolico e classificatorio con il quale i gruppi sociali regolamentano le relazioni e i comportamenti al proprio interno e individuano e gestiscono le potenziali minacce; l'impurità non sarebbe una proprietà intrinseca dell'agente contaminante, ma esisterebbe in relazione a un sistema culturale strutturato.
Diversi studiosi concordano nel considerare i rituali di impurità kegare una caratteristica fondamentale della vita sociale dei villaggi, includente "una categoria di minaccia che ha strutturato gran parte dell’interazione sociale giapponese".

## Etimologia

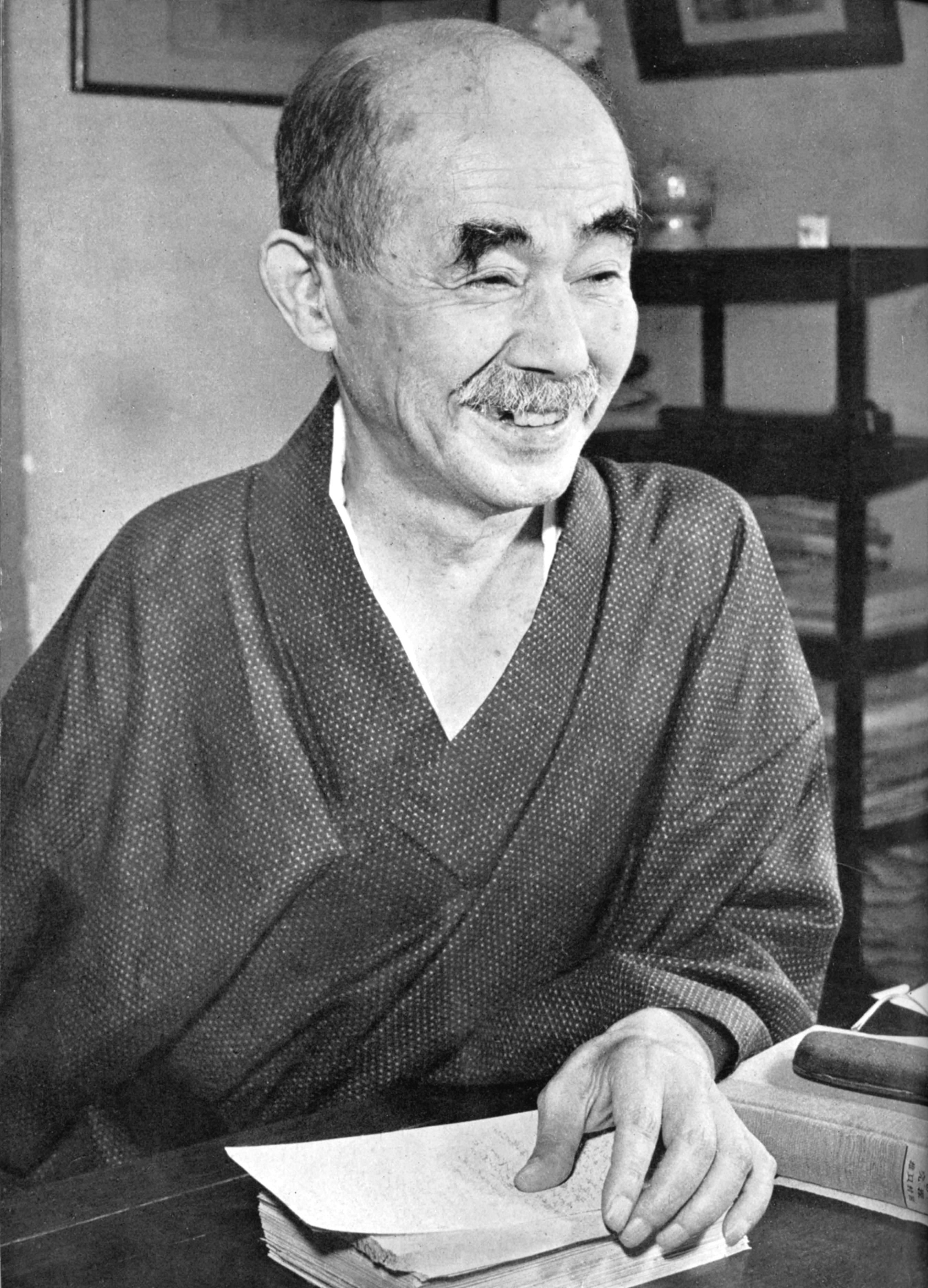
Kunio Yanagita (1875-1962)

Gli studi di folklore giapponese o minzokugaku (民俗学?) e di antropologia culturale hanno assegnato al termine origini diverse, a seconda del significato attribuito al kanji "ke": 褻・枯れ (ke -kare), in cui 褻 significa "profano", "quotidiano", "ordinario" e 枯れ avvizzimento); 気・枯れ (ki-kare) o 気・離れ (ki-hare, con il kanji 離 che significa separazione, distacco), in cui ke/ki  気 rappresenta la forza vitale.
Una delle visioni del mondo tradizionale giapponese è legata alla relazione hare e ke formulata dallo scrittore e folclorista Kunio Yanagita (1875-1962); lo studioso ha documentato varie pratiche associate a questa relazione, riconducendo la cultura e lo stile di vita giapponese alle due categorie ke (褻), riferita a tempi e spazi della vita quotidiana e hare (はれ; 晴れ; 霽れ), associata agli eventi straordinari di riti e cerimonie.
Alcuni studiosi, come Tanigawa, Tsuboi e Miyata, hanno ravvisato una corrispondenza tra questa classificazione e la teoria del sacro (hare) e secolare (ke) di Durkheim; secondo Itō Mikiharu, tuttavia, i due termini non dovrebbero essere considerati contrapposti, ma interdipendenti.

### La controversiahare-ke-kegare
A partire dagli anni settanta del Novecento nel dibattito tra gli studiosi sono stati rivisti e ampliati i significati attribuiti al concetto di kegare; Sakurai Tokutaro, allievo di Kunio Yanagita, ha sostenuto che originariamente il termine ke derivante dalla parola ki (気) si riferiva alla fonte di energia che consente all'agricoltura di essere produttiva e alle attività umane quotidiane di essere svolte, e che il kegare (ケガレ, 穢れ) - nella forma di invecchiamento, malattia, impurità causata da mestruazioni o parto - andava inteso non nel senso stretto di impurità opposta a "purezza", ma come appassimento, prosciugamento (kareru, 枯れる／涸れる) del ke. Eventi, feste e riti di purificazione non ordinari, spesso anche con contenuti orgiastici, "hare", avrebbero lo scopo di cancellare il kegare e rinvigorire il ke.
Questa interpretazione di relazione circolare tra tre elementi, nota anche come il ciclo ke→kegare→hare, e posta alla base della religiosità e delle credenze popolari giapponesi, è stata condivisa da altri studiosi, come l'antropologa Namihira Emiko che ha evidenziato come in questo processo - pur variabile a seconda del contesto - sacro (hare), profano (ke) e impurità/appassimento (kegare) risultino un continuum, siano tra loro interconnessi e complementari: la sfera mondana e quotidiana di ke medierebbe gli stati “non ordinari” di purezza e impurità.
La discussione tra gli studiosi, particolarmente vivace negli anni ottanta, è andata in seguito spegnendosi e le posizioni emerse sul significato e sulle relazioni tra i termini hare, ke, kegare, o tra hare e ke, risultano ancora mancanti di una definizione comune.

## Caratteristiche
L'impurità nello shintoismo si riferisce ad una condizione causata da azioni e agenti che provocano una separazione dai kami e dal musubi, il potere creativo e armonizzante.
Kegare è spesso usato come termine generico per indicare uno stato di impurità, una contaminazione fisica associata alle mestruazioni, alla nascita, alla morte e alla malattia, trasmissibile per contatto diretto o indiretto, ma può estendersi anche all’inquinamento spirituale; le forme che assume e il grado di rilevanza variano a seconda dell’epoca, dell’ambito geografico, sociale e della categoria sociale coinvolta. La purezza rituale, inizialmente riferita ad una condizione fisica di integrità e di pulizia, nel tempo ha acquistato anche significati morali ed estetici.

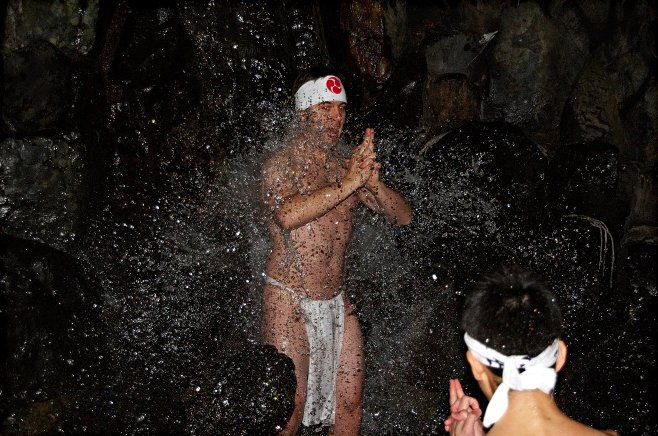
Misogi sotto la cascata di Tsubaki Jinja

Fin dai tempi antichi la massima fonte di kegare è stata individuata nella morte, chiamata shi-e (死穢), o kuro fujo, impurità nera, che comprende il contatto con moribondi e cadaveri, con i parenti stretti dei defunti, gli spiriti dei defunti, gli utensili utilizzati nei rituali funebri e lo spazio in cui è avvenuto il decesso.
Altre forme in cui si manifesta kegare, legate alla fisiologia umana, sono il sanguinamento, le ferite, le mestruazioni, il parto, le malattie, l'attività sessuale; gli eventi legati alla capacità riproduttiva femminile sono detti aka fujo, impurità rossa.
Nello shintoismo sono considerate causa di impurità anche gli atti distruttivi, le azioni umane dannose o proibite, come l'incesto, i crimini e le violazioni di tabù, tutti casi ricompresi nel concetto di 罪?, tsumi.
La maggior parte del rituale shintoista ha lo scopo di rimuovere queste condizioni e di ripristinare la purezza, che sta alla base della comunione con le divinità; il misogi 禊, è una sorta di "lavacro" che elimina le impurità "come lo sporco del corpo che viene lavato via".
Il buddismo attribuisce un diverso significato all'impurità; la sopravvivenza e la prosperità della comunità viene fatta dipendere dalla protezione mistica degli antenati, che per diventare spiriti guardiani devono essere purificati dall'impurità della morte, da conseguirsi da parte dei discendenti con appositi rituali.
Per il buddismo, inoltre, tutte le forme di sofferenza, ignoranza e vizio sono ritenute impurità; immagini di sporcizia, polvere o fango sono spesso usate come metafore per rappresentare la contaminazione mentale e l'illusoria vita terrena, il regno contaminato del samsara.

### Riti di purificazione
La purificazione può essere effettuata in modi diversi: attraverso l'intervento di un monaco che simbolicamente purifica una persona, un oggetto o un luogo agitando una bacchetta (spesso ricavata da un ramo di sakaki) ricoperta da strisce di carta (tama-gushi od ōnusa (大幣) ); attraverso l'acqua (misogi harai), con un bagno nel mare (l'acqua salata un tempo era considerata particolarmente efficace), in un fiume o sotto una cascata, o limitando il lavaggio alle mani, prima di entrare in un santuario; praticando l'astensione e il digiuno. Anche un luogo può essere purificato spargendovi sopra sale o aspergendolo con acqua.

## Storia

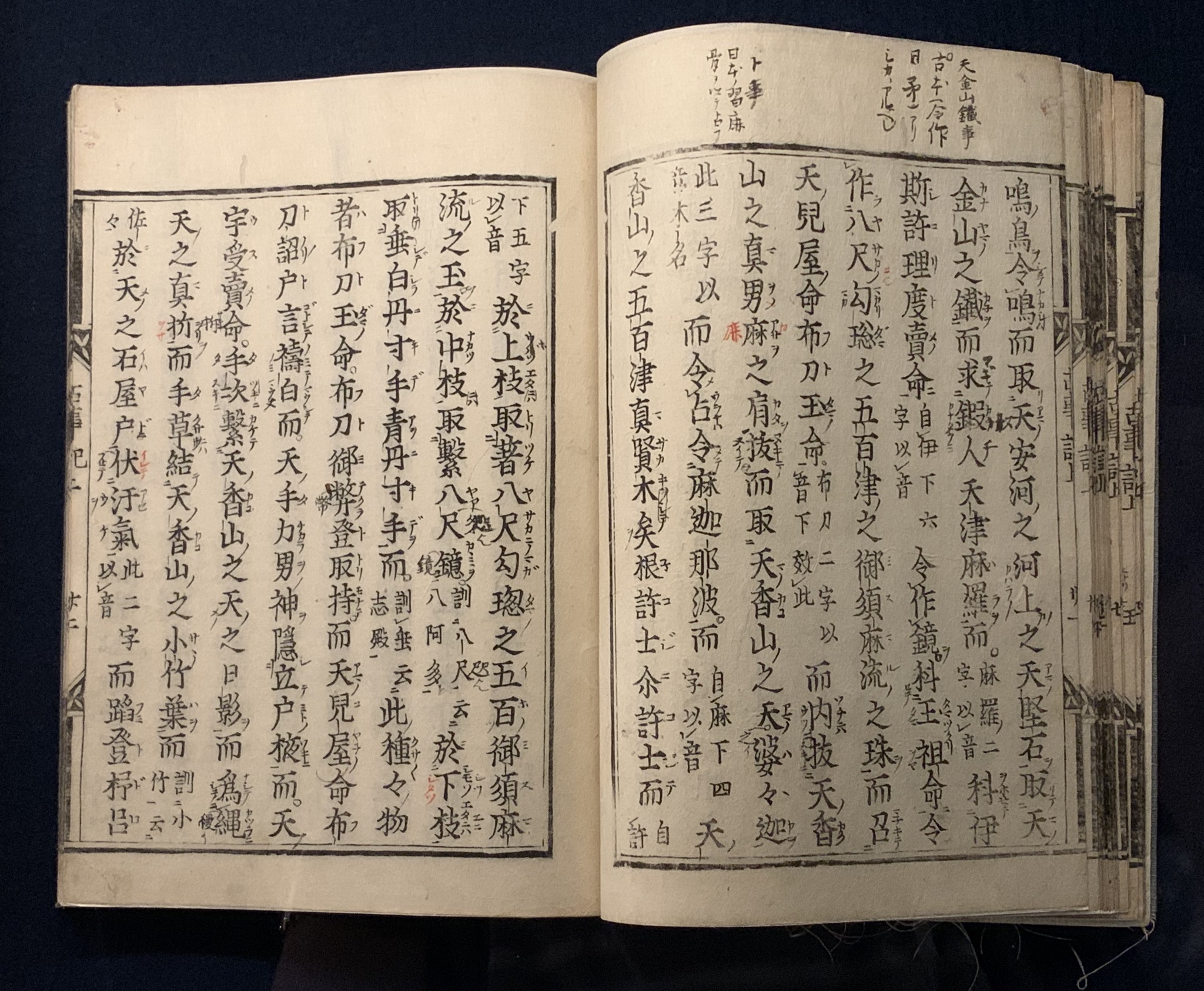
Tavola Kojiki Kan-ei

I primi riferimenti ai concetti di contaminazione e tabù in un paese identificabile con il Giappone del periodo Yayoi sono rintracciabili nei resoconti del “popolo di Wo” raccolti nelle cronache cinesi del III secolo (Wei zhi 魏志, 297), nel Libro degli Wei. La loro registrazione in scritti autoctoni si colloca in un'epoca più tarda, verso la fine del VII secolo, ed è rappresentata da alcune preghiere purificatrici di ambito liturgico shintoista; nell'VIII secolo trova riscontri nei resoconti storico-mitologici del Kojiki e del Nihon shoki che riportano la storia giapponese fin dai tempi antichi.
La purezza come valore politico e religioso e come modello di un nuovo sistema di governo venne promossa nel VII secolo dagli imperatori Tenmu e Jitō, che a loro volta la assunsero come esempio dalla prima grande dinastia cinese degli Zhou. Il carattere sacro (ming 明) della dinastia Zhou si esprimeva attraverso lo stato di purezza che distingueva e separava i regnanti dagli altri umani; chi accedeva al loro cospetto, doveva sottoporsi a riti di pulizia e purificazione del corpo.
Nella riorganizzazione della gerarchia ufficiale, Temnu mise a fuoco la nozione di corte celeste e utilizzò la purezza per conferire alla regalità un significato cosmico; ordinò a decine di "uomini dalla condotta pura" (jōgyōja) di ritirarsi dal mondo, istituì la Grande Purificazione o Ōharae come evento regolarmente previsto nel calendario liturgico di corte e nel 689 avviò la creazione del Jingikan (神祇官), l'Ufficio ritsuryō delle Divinità, incaricato dell'amministrazione del culto dei kami, della gestione dei templi shintoisti e del coordinamento delle pratiche rituali della corte e di tutto il territorio: pulizia e purificazione del corpo e dei luoghi sacri divennero una pratica religiosa.
Dall’inizio del IX secolo videro la luce codici formali per evitare l’impurità e la contaminazione, in connessione con le norme stabilite dalla corte attraverso il Jingikan; nel 927 tali norme vennero meglio precisate e definite nell'Engishiki 延喜式, o Procedure dell'era Engi (901-923).
La sistematizzazione e il processo di differenziazione dei concetti di 穢 kegare (contaminazione, inquinamento spirituale), 罪?, tsumi (offesa, azione malvagia), i禍 o 災い?, wazawai (calamità, disastro naturale, disgrazia), tutti assimilabili a valori negativi e ritenuti tra loro interdipendenti, si realizzò tra l'VIII e il X secolo, ossia tra il periodo Nara (710-794) e la prima metà del periodo Heian (794-1185), in stretta relazione con il mutamento delle strutture politiche e sociali allora in corso.

### Tsumi, wazawai, kegare. Differenziazione dei concetti
Alla fine del periodo Nara le famiglie nobili provinciali estesero il processo in corso di conversione al buddismo che coinvolgeva le loro divinità protettrici (i mamorigami, 守り神), alla rimodulazione del concetto di tsumi: non più esclusivamente riferito ad una colpa commessa contro gli dei, si estese a comprendere quella contro gli uomini. Anche le sentenze emesse dalla monarchia rifletterono questo cambiamento, diversificando la punizione a seconda della gravità della colpa commessa: estromissione dalla comunità, privazione delle funzioni e del grado, carcerazione, una "forma evoluta" del primitivo concetto di espulsione della contaminazione.

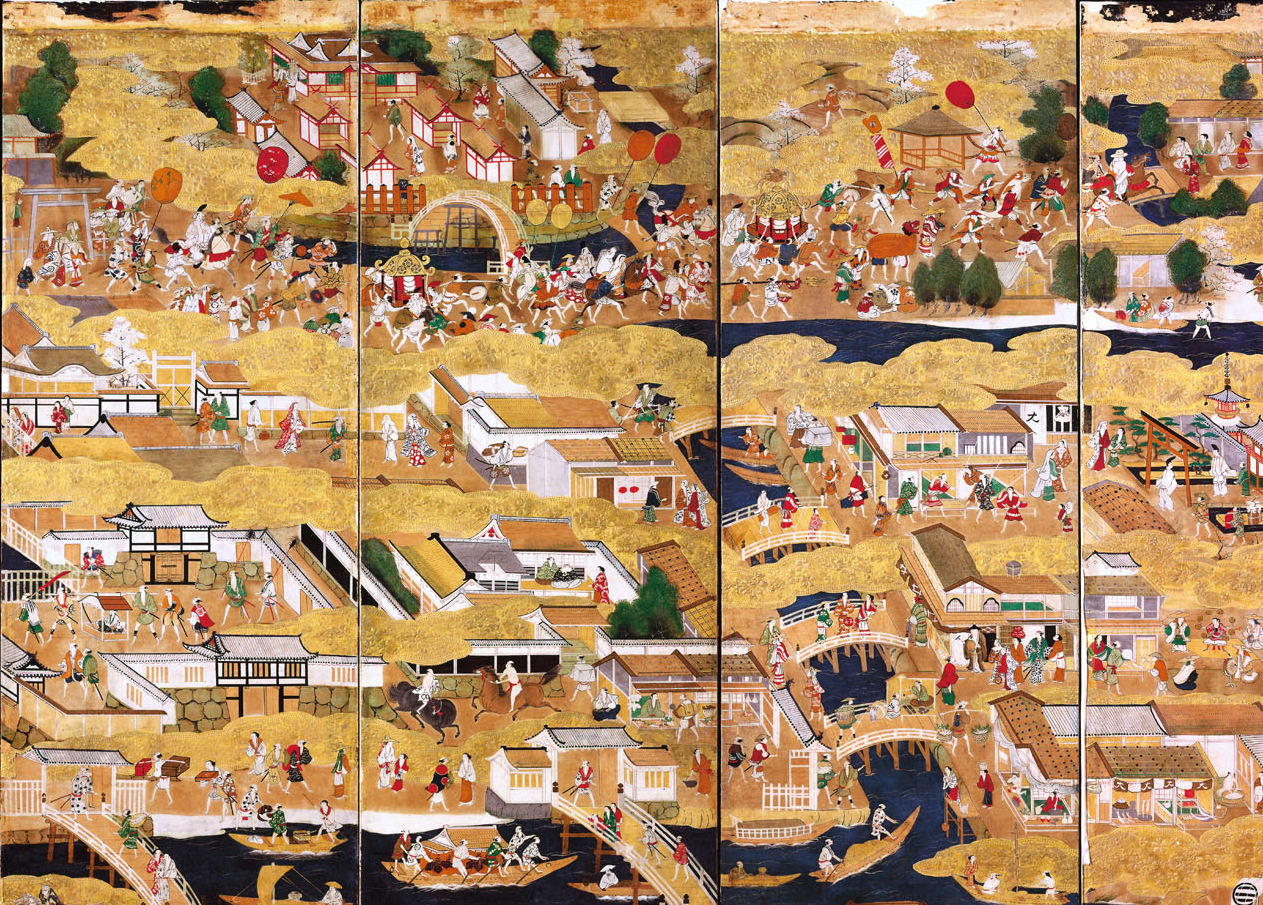
Paravento pieghevole di Osaka del periodo Toyotomi. Le persone che trasportano mikoshi sono disegnate nel rituale estivo di Sumiyoshi Taisha "Arawa Daiohara"

La nozione di wazawai come calamità, disastro naturale conseguente allo sconvolgimento dell'ordine divino, si trasformò sotto l'influsso del concetto di yin e yang proveniente dall'antica filosofia cinese, assumendo il significato di violazione dell’ordine degli dei causata dal comportamento umano, cui dovevano seguire riti di purificazione per ripristinare l'ordine.
Per quanto riguarda il concetto di kegare, nel Kojiki (711-712) e nel Nihonshoki (720), testi volti a rafforzare la supremazia della stirpe imperiale e legittimare il nuovo sistema politico centralizzato, l'idea di impurità rimase un concetto legato alla fisicità e principalmente riferito alla morte, definita 禁忌 (kinki, tabù). Nel Nihongi l'inquinamento causato dalla morte viene registrato nella sezione Età degli dèi (神代'), quando Izanagi dopo aver seguito Izanami negli inferi, al suo ritorno in questo mondo purificò il suo corpo. Solo successivamente l'inquinamento avrebbe acquisito anche un aspetto spirituale.
Nei codici giuridici di derivazione cinese basati sulle leggi rituali Tang, come il Jingiryo 神祇令 (718), ossia la parte del Codice Taiho che definisce le basi delle leggi rituali ufficiali per lo stato ritsuryō e dei protocolli per il mantenimento della purezza nei santuari e nelle corti, venne stabilito che durante il periodo di purificazione e i relativi riti era vietato partecipare a un lutto, visitare gli ammalati, mangiare carne, giudicare crimini, fare musica e "impegnarsi in attività contaminate (kegare) e questioni malvagie". Il testo non spiega quali siano le attività associate a kegare, ma in un posteriore passaggio del Ryō no shūge (令集解), una raccolta di commenti giuridici completata nell'860, kegare viene indicato nell'atto di "vedere una donna partorire ("umeru fujo o mizaru no tagui 生産婦女不見之類 "), una forma di contaminazione cancellabile attraverso la purificazione.
In quello stesso periodo venne introdotto il divieto per le donne incinte di entrare nei recinti dei santuari; nelle interdizioni rituali, successivamente precisate nell'Engishiki 延喜式 (Rituali dell’era Engi, 901-922 d.C.), comparve come forma di kegare il sangue femminile (parto e mestruazioni), elevato a uno dei simboli dell'impurità. Mentre in precedenza era il contatto con una fonte di contaminazione a produrre kegare, con l'Engishiki diventava kegare lo stesso oggetto contaminante, che, nel caso del corpo femminile, per sua natura non poteva "essere facilmente purificato mediante cerimonie”.
Durante il periodo Kamakura i protocolli di rimozione dell'impurità vennero ampliati, sia in termini di numero di giorni di divieto previsti, che di raggio di applicazione geografica e sociale, e venne estesa l'esclusione permanente delle donne dagli spazi sacri, a seguito della crescente influenza delle istituzioni buddiste esoteriche che ritenevano impuro il genere femminile.

### Persistenza delkegare

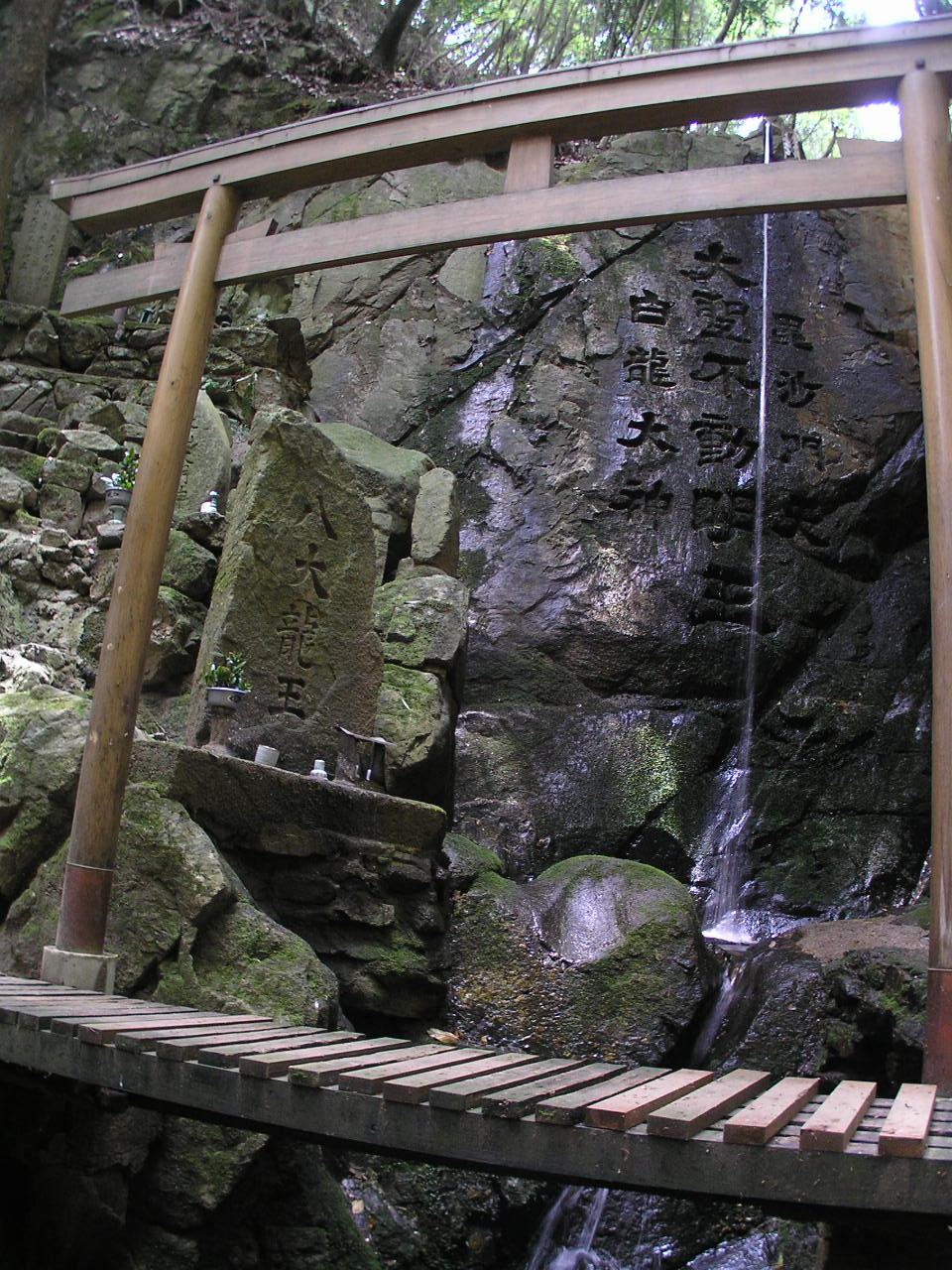
Cascate di Ryujin Shugen, un luogo di purificazione

Se vi è consenso tra gli studiosi nell'assegnare al kegare un'importanza consistente nelle dinamiche della vita sociale contadina, in quanto gran parte dell'interazione e dell'ordine sociale veniva condizionata da questa minaccia, pochi concordano invece sulla permanenza delle credenze kegare nelle comunità urbane contemporanee, dove si concentra la maggior parte della popolazione giapponese. Tra coloro che ravvisano questa persistenza, gli studiosi Namihira Emiko e Tom Gill sostengono che il kegare, anche se non riconosciuto, riveste ancora una certa importanza nella visione cui si ispirano le attività e l’esclusione nei contesti postbellici e contemporanei.
Un'indagine etnografica condotta da Namihira in tre villaggi periferici tra gli anni sessanta e settanta del Novecento, al fine di mappare la varietà e la “struttura” delle credenze popolari giapponesi in merito al concetto di puro/impuro, ha portato la studiosa a concludere che il concetto di kegare continua a persistere anche nel presente. Tom Gill, indagando più direttamente in contesti urbani, riscontra alcuni aspetti dell'antico kegare nella preoccupazione e nella diffidenza mostrata dai giapponesi nei confronti di spazi abitati da particolari categorie di persone, come le enclave di lavoratori giornalieri doyagai, le colonie di lebbrosi, gli ostelli per stranieri, gli insediamenti burakumin e molti altri contesti sociali.

## Impurità come sconfinamento e minaccia dell'ordine sociale
(Mary Douglas, Purezza e pericolo, 1966, p. 37)

Nel suo saggio Purezza e pericolo. Un’analisi dei concetti di contaminazione e tabù, pubblicato nel 1966 e diventato un classico dell'antropologia, la studiosa britannica Mary Douglas ha esplorato i modi in cui diverse società hanno elaborato il concetto di impurità, sostenendo come tale definizione sia espressione di un sistema simbolico e classificatorio utilizzato per rappresentare, sostenere e gestire l'ordine sociale e per prevenire minacce e disordine. I tabù, sostiene Douglas, "non sono indecifrabili, ma rivelano la comprensibile preoccupazione di proteggere la società da comportamenti che potrebbero distruggerla" e i pericoli che la minacciano ne garantiscono la coesione e l'ordine, inducono l'utilizzo di "un violento linguaggio di esortazione reciproca".

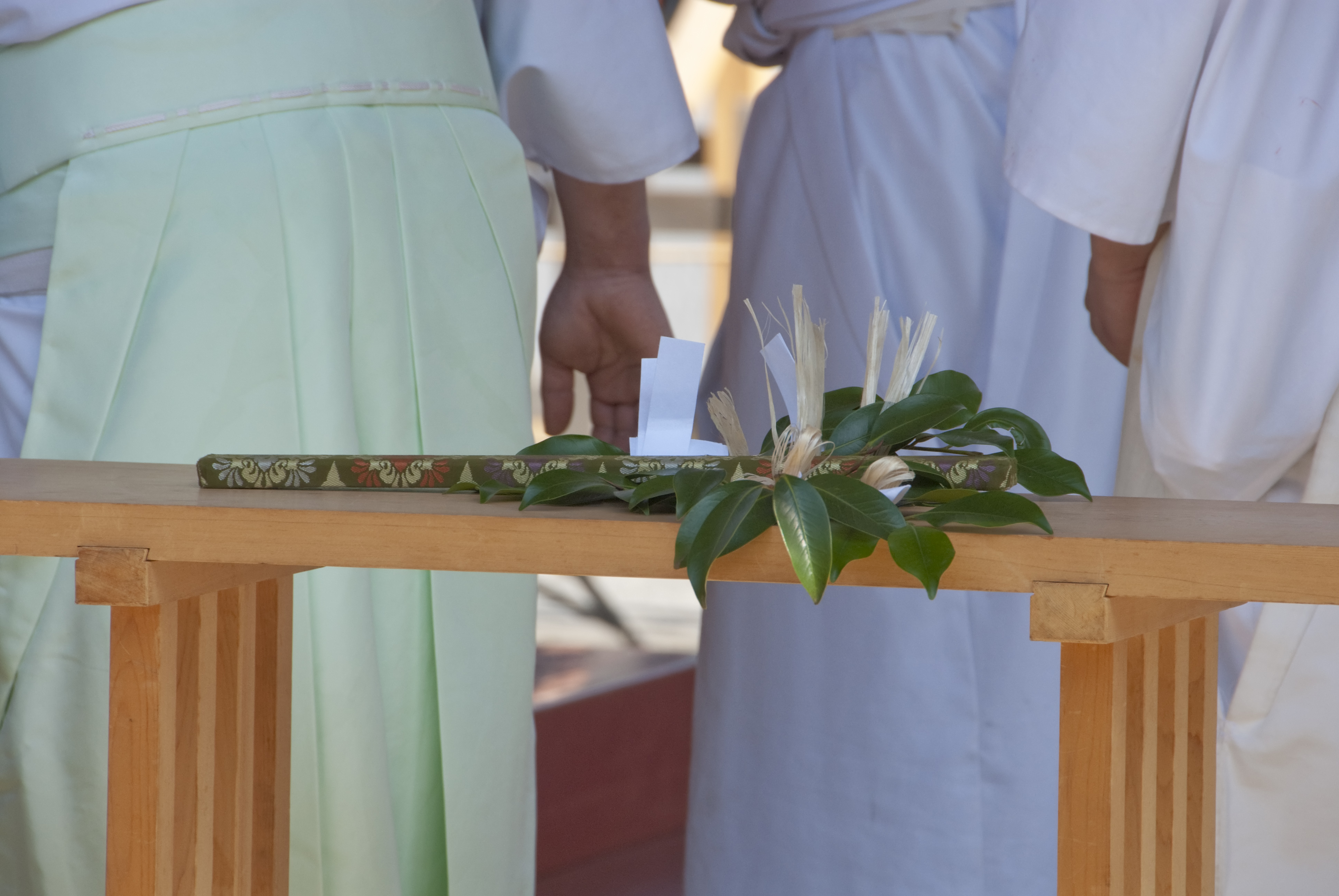
Un tamagushi sul tavolo durante una cerimonia

Douglas ha evidenziato come le fonti di rischio e contaminazione rappresentino entità che mettono in pericolo l'integrità e la coerenza del sistema classificatorio su cui si fonda la visione del mondo e l'ordine sociale di una comunità. Secondo la studiosa britannica ogni struttura concettuale è vulnerabile nei suoi punti di margine: lo sporco o l'impurità sono materia fuori posto, l'impuro o lo sporco è ciò che ha oltrepassato un confine e si trova nel posto sbagliato. Elementi che diverse culture ritengono fonte di pericolo sono ad esempio le fasi di passaggio, portatrici di confusione, ambiguità dal punto di vista classificatorio (pubertà, gravidanza, nascita, morte), i feti, gli orifizi corporei che si pongono come "confine" tra l'interno e l'esterno del corpo, le sostanze che essi emettono, come escrementi, sudore, sangue mestruale, le parti del corpo tagliate o separate.
Seguendo le stesse premesse, Massimo Raveri nel suo Itinerari nel sacro. L’esperienza religiosa giapponese, ha evidenziato come fonte di kegare sia tutto ciò che intacca l'unità del corpo, il "paradigma simbolico", microcosmo del pensiero giapponese che presiede agli schemi di classificazione sociale. Sono impure le materie che fuoriescono, oltrepassano i confini: il sangue, le mestruazioni, le ferite, il sudore, lo sputo, il vomito, gli escrementi, così come le categorie sociali "liminali" che si pongono ai margini della struttura del gruppo. La definizione di puro/impuro rappresenta lo specchio di un determinato sistema culturale, ne sancisce l'ordine e la coerenza strutturale, garantendo ai suoi membri "la specificità, l’originalità, l’unicità della loro identità nel tempo".
Il concetto di impurità ha implicazioni politico, sociali e culturali, in quanto presiede all'organizzazione delle relazioni interne ad una o più comunità; il kegare come categoria di minaccia "ha strutturato gran parte dell’interazione sociale giapponese".
Le idee di inquinamento rituale (kegare) possono spesso sovrapporsi a quelle di “inquinamento sociale”, attraverso le categorie di intoccabilità e conseguente esclusione, alle nozioni sociali di igiene, sporcizia e malattia e all'inquinamento ambientale. Tale sovrapposizione semantica tra diversi nozione di impurità esiste non solo in paesi asiatici, ma in Europa e altrove.

### Impurità delle donne

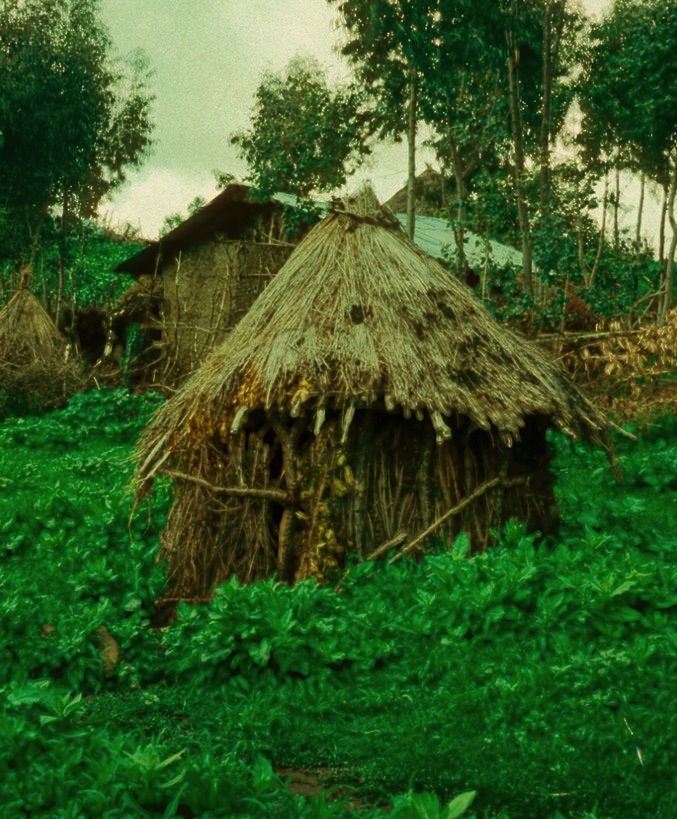
Capanna delle mestruazioni nel villaggio di Ambober in Etiopia, 1976.

Se nel Kojiki e nel Nihon shoki è assente l'idea del parto come kegare (viene solo stabilito di non guardare una donna mentre sta partorendo), dall'inizio del IX secolo si afferma la tendenza di trattare questo evento come tabù e agente inquinante allo stesso modo della morte.
La limitazione o il divieto di accesso delle donne a molti rituali e santuari shintoisti e ai monti sacri vengono spiegati con la potenziale minaccia rappresentata dalla fisiologia femminile; la donna diventa di per sé un agente di impurità, una visione esplicitata in alcuni precetti buddisti come I cinque ostacoli (goshō 五障, o itsutsu no sawari) e il Sutra dell'inferno della pozza di sangue (Ketsubonkyō), saldamente radicati negli insegnamenti buddisti nel Giappone del IX secolo.
Il IX secolo potrebbe essere definito l’inizio della misoginia nel buddismo giapponese, un'epoca in cui prende forma il nyonin kinsei, ossia il divieto posto alle donne di accedere ai luoghi sacri, tra cui le montagne sacre.
Nel Giappone medievale, e anche fino alla fine del XIX secolo in aree remote, le donne mestruate e le puerpere dovevano rinchiudersi in apposite capanne - chiamate betsuya 別屋 o kariya 仮屋 - adibite a questo scopo, separate dalle abituali abitazioni; nelle altre zone in cui non esisteva questa distinzione, maggiormente diffusa nel sud-ovest del Giappone e nei villaggi costieri di pescatori, le donne mestruate e le puerpere dovevano consumare i pasti in luoghi distinti dal resto della famiglia, sulla base della convinzione che il fuoco e il cibo con cui loro venivano a contatto potessero diffondere la contaminazione.
Dopo il parto, per i primi quindici giorni la puerpera non doveva cucinare; per trantadue giorni, se voleva uscire di casa, non doveva attraversare stanze che ospitassero un santuario domestico e doveva coprirsi il capo per evitare di contaminare il sole.  Alla fine del periodo Heian fu proibito alle donne di visitare un santuario entro trenta giorni dal parto, divieto poi esteso a cento giorni.
La studiosa Emiko Namihira, autrice nel 1984 di Kegare no kōzō (La struttura dell’impurità), ha rilevato come il concetto di kegare sia stato usato nel passato, e in forma parziale nel presente, come motivazione di discriminazione sociale, ad esempio nella divisione del lavoro in base al sesso: nel suo studio rileva come anche negli ultimi decenni del Novecento in alcuni villaggi di pescatori e di montagna e nei cantieri di grandi dimensioni come tunnel, dighe e metropolitane, si ritenesse che se una donna entrava in un luogo dove lavorano uomini, sarebbe accaduto un incidente.

### Hinin-Eta, gli intoccabili del Giappone
(Massimo Raveri, Itinerari del sacro. L’esperienza religiosa giapponese, 2006, p. 160)

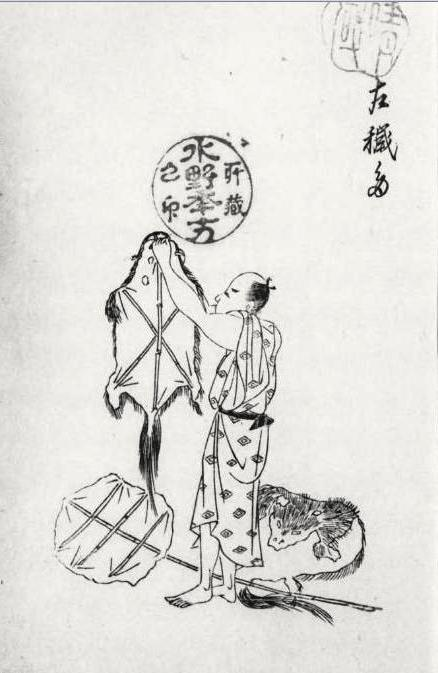
Eta giapponese che lavora come conciatore.

Verso la fine del VII secolo, il registro della popolazione imposto dal nuovo sistema legale ritsuryō distinse i cittadini in due categoriei: ryōmin (lett. gente buona), ossia la classe superiore, e i senmin (lett.: gente bassa). Di questi ultimi, ulteriormente divisi in cinque sottogruppi, facevano parte coloro che svolgevano lavori umili e spesso considerati impuri, come i custodi di tombe e i sistematori di cadaveri, i lavoratori manuali e gli schiavi (nuhi). Agli schiavi, che potevano essere venduti o posseduti da cittadini Ryōmin e a cui non era permesso avere una famiglia registrata, un decreto dell'imperatrice Jitō, emanato nel 673, impose di vestirsi di nero, mentre al resto della popolazione era riservato il giallo. Quando la categoria legale dei senmin venne abolita nel 787, si stima che gli schiavi ammontassero al 4-10% della popolazione.
Nel periodo Edo, l'applicazione del modello shinōkōshō (士農工商?) da parte dello shogunato Tokugawa suddivise gerarchicamente la popolazione nelle quattro classi dei samurai, dei contadini, degli artigiani e dei mercanti. Al di fuori di questa classificazione, collocati ai margini della società, e precedentemente conosciuti come senmin, si trovavano gli hinin (非人? lett. "non umani") e gli eta (穢多 (えた, impuri; il kanji può essere tradotto con il significato di abbondanza di kegare), dei "fuori casta", distinti dal resto della popolazione, a cui si apparteneva per nascita.
Facevano parte di questa categoria, persone la cui attività era considerata umiliante e/o inquinante, come la macellazione di animali, la lavorazione del cuoio e del bambù, il trasporto di cadaveri, la sepoltura, la rimozione di rifiuti e di acque reflue, la pulizia di templi e santuari, il commercio ambulante, ma anche persone la cui condizione era ritenuta pericolosa e fonte di impurità e contaminazione, come shirabyōshi (intrattenitrici sessuali), mendicanti, disabili e lebbrosi.
Un'altra ampia categoria di emarginati era quella dei kawaramono o kawarabito (abitanti delle sponde del fiume), che vivevano lungo i fiumi in cui venivano effettuate sepolture, cremazioni ed esecuzioni, ad esempio le rive del fiume Kamo nella capitale Kyoto, e che si occupavano dello smaltimento delle carcasse di cavalli e buoi per produrre articoli in pelle come i sandali.
Particolari leggi statutarie disposero quali indumenti dovevano indossare, e imposero loro il divieto di introdursi nelle case della gente comune e di uscire di notte dalle baraccopoli a loro destinate. Storicamente agli eta non era consentito coltivare riso o vivere vicino ad aree in cui veniva coltivato il riso.
Le influenze dello shintoismo e del buddismo furono importanti nell’attribuire a queste categorie di persone uno stigma sociale per le attività svolte e per i luoghi in cui venivano confinati a vivere, ritenuti impuri e causa di contaminazione.
Con la restaurazione Meiji venne posto fine a questa struttura feudale di stratificazione sociale e nel 1872 dichiarata l'emancipazione degli eta-hinin, da allora chiamati shin-heinin, appellativo successivamente sostituito con quello di Barakumin; tale cambiamento, tuttavia, fu solo nominale, lasciando invariato il posto dei barakumin nella società.